# 公學路
公學路位於台南市安南區，為台南市東西向道路之一，該路為目前台南市道路系統中最多分段的道路，共分成七段。東起台南市安定區與安南區邊界，西至城北路路口，全長約9.4公里，其中市道178號佔公學路2.4公里。

另外，海佃路岔路以西之公學路台南市道路編號15；以東之公學路台南市道路編號120，市道178號里程0～2.4公里。

## 行經行政區域
- 安南區

## 沿途設施
- 四段：
  - 十二佃神榕
- 五段：
  - 農業部農田水利署嘉南管理處公塭工作站
  - 台南市立南興國民小學（页面存档备份，存于）
- 六段：
  - 台南市立學東國民小學（页面存档备份，存于）
  - 學甲寮慈興宮

## 分段
- 一段：安南安定區界－公學路二段9巷
- 二段：公學路二段9巷－安吉路
- 三段：安吉路－公學路四段2巷
- 四段：公學路四段2巷－佃西三街
- 五段：佃西三街－安興街
- 六段：安興街－公學路六段720巷
- 七段：公學路六段721巷－城北路

## 交通改革
2024年8月24日起，公學路（長溪路至海佃路、十二佃路至城北路）開放機車行駛內側車道及不強制兩段式左轉，但保留機車待轉區，提供機車騎士更寬廣的行車空間。

## 本路段客運
- 市區公車[3]

| 編號 | 路線                             | 本路段公車站                                      |
| ---- | -------------------------------- | ------------------------------------------------- |
| 7    | 公園北路－台糖安南學苑           | 十二佃神榕前－新吉                                |
| 9    | 臺南轉運站－東溪埔寮福安宮       | 北長安－公親里活動中心 公學路一段－公親里（繞駛） |
| 905  | 永康臨時轉運站－聖母廟（城安路） | 公親里－新吉庄 學甲寮－鹿耳門                       |

- 幹支線公車[3]

| 編號 | 路線                       | 本路段公車站           |
| ---- | -------------------------- | ---------------------- |
| 藍23 | 安平工業區－海尾－九塊厝   | 十二佃神榕前－安明路口 |
| 藍24 | 安平工業區－土城子－青草里 | 十二佃神榕前－鹿耳門   |
| 藍25 | 佳里－七股－南台灣創新園區 | 鹿耳門（僅供預約）     |